# 513 هـ
513 هـ هي سنة في التقويم الهجري امتدت مقابلةً في التقويم الميلادي بين سنتي 1119 و1120.

## أحداث
- الخليفة المسترشد بالله يعتلي عرش الخلافة العباسية في بغداد.

## مواليد
- أبو البركات الأنباري
- ابن مضاء

## وفيات
- أبو الوفاء بن عقيل
- أبو الوفاء علي بن عقيل
- ابن النحوي

- 14 محرم - قاضي القضاة أبو الحسن الدامغاني، وهو فقيه ومحدث بغدادي.
- المستظهر بالله